# Deutsch Schtzen-Eisenberg
Deutsch Schtzen-Eisenberg é um município da Áustria localizado no distrito de Oberwart, no estado de Burgenland.